# ディセンディング
ディセンディング(Descending)は、ギリシャ出身のメロディックデスメタル/デスラッシュバンド。

## 略歴
2007年に、ナイトレイジを脱退したコンスタンティン (Lead&Rhythm G)を中心に、ジョン・シムヴォニス (Vo)とテオ (Rhythm G)の3名で結成。1stデモ作成後、ノワール (B)とアントニー (Ds)が加入。
また、コンスタンティンがアップロードしていたMySpace上の音源を聴いたミスティック・プロフェシーのR.D.リアパキスに誘われ、ミスティック・プロフェシーにコンスタンティンが加入。R.D.リアパキスには、コンスタンティンは元ミスティック・プロフェシーのガス・Gに匹敵する才能の持ち主であると評されている。
2007年末から、1stアルバムを『Enter Annihilation』をレコーディング。マサカー・レコードと契約して、2008年に『Enter Annihilation』をリリース。日本では、スピリチュアル・ビーストからリリースされた。同アルバムは、音楽プロデューサーとしても活動するR.D.リアパキスがプロデューサーと参加した。更に、R.D.リアパキスはゲストボーカリストとしても参加している。また、同アルバムにはファイアーウインド等で活動するボブ・カティオニスがプリプロダクションやキーボーディストとして参加している。ボブ・カティオニスは、同アルバムに収録されている『The Trust』と『Your Valentine』のミュージック・ビデオの監督も務めた。
2008年にドラマーがアントニーからニック・ヴェルに交代している。
2011年に、2ndアルバム『New Death Celebrity』をリリース。同アルバムは、スウェーデンのスタジオ・フレッドマンでレコーディングが行われ、フレドリック・ノルドストロームとヘンリク・ウドがバンドとともにプロデュース・ミキシングを担当している。

## メンバー
- ジョン・シムヴォニス (Jon Simvonis) - ボーカル
- コンスタンティン (Constantine) - リード&リズムギター

ESPとエンドーズ契約していたが、現在は、キャパリソンとエンドーズ契約している。
ナイトレイジ、ミスティック・プロフェシー、ナイトフォール及びソロ名義でも活動。
- テオ (Theo) - リズムギター

ソロ名義でも活動。
- ノワール (Noir) - ベース
- ニック・ヴェル (Nick Vell) - ドラムス

カオスター、ルシファーズ・チャイルドでも活動。

### 旧メンバー
- アントニー (Antony) - ドラムス

## ディスコグラフィー
- 2008年 エンター・アナイアレイション Enter Annihilation
- 2011年 New Death Celebrity